# Iglesia de Santa María de la Pasión (Milán)
La iglesia de Santa Maria de la Pasión (en italiano: chiesa di Santa Maria della Passione) es una iglesia católica de Milán, telón de fondo escénico de la via della Passione, ubicada no lejos de San Pietro in Gessate y el palacio de justicia, y  uno de los monumentos más bellos del Renacimiento milanés tardío.

## Historia
La primera parte del edificio que se construyó fue la que ahora corresponde al fondo de la nave, consistente en una edificación de planta octogonal a la que se conectaban ocho capillas, alternativamente de planta semicircular o rectangular (1486). Esa planta primitiva centralizada, como en muchos santuarios marianos de la Lombardía renacentista, quizás concebida por Giovanni Antonio Amadeo, fue construida por Giovanni Battagio (c. 1447-1522). Posteriormente Cristoforo Lombardo, conocido como il Lombardino construyó el tiburio, con sus habituales y sobrias líneas clasicistas.
Por deseo de Carlos Borromeo, a partir de 1573, se emprendieron las obras para transformar el edificio en una iglesia de planta longitudinal, más adecuada para la prédica y conforme con las nuevas disposiciones de la Contrarreforma. Así se añadieron las naves, obra de Martino Bassi y la fachada barroca  siglo XVII.

## Descripción

### Exterior

#### Fachada
La nueva fachada fue iniciada a finales del siglo XVII por el escultor Giuseppe Rusnati, quien fue el responsable de las esculturas y los relieves que se pueden ver hoy, inspirados en los episodios de la Pasión de Cristo. La terminación de la parte superior nunca se completó y la actual consta de simples bases con planta de cruz griega. La fachada, dividida en cinco campos, con los dos laterales más bajos que los tres centrales, por semipilastras toscanas,  está decorada con bajorrelieves de mármol. Sobre el portal central se encuentra la Deposizione di Cristo y, sobre el frontón de este último, dos estatuas de ángeles. Sobre los portales laterales hay dos óvalos, uno con el Profilo di Cristo, sobre el portal izquierdo, y el otro con el  Profilo della Vergine, sobre el portal derecho. Sobre los lunetos que están sobre los portales laterales se encuentran el  Cristo alla colonna, sobre el luneto izquierdo, y la Incoronazione di spine, sobre el luneto derecho.

#### Cúpula
El conjunto monumental de la tribuna, que culmina con la cúpula revestida con un tambor octogonal, se atribuye al lodiano Giovanni Battagio. En el exterior, el tambor se recubre con semicolumnas de dos órdenes, toscano y jónico, alternando con nichos y ventanas, con decoraciones de terracota. Así como la tribuna de Santa Maria delle Grazie —que fue construida en los mismos años por Bramante que colocó bajo la cúpula, en el centro, los monumentos funerarios de Ludovico il Moro y Beatrice d'Este—, también la tribuna de la Pasión estaba originalmente destinada a fines funerarios, ya que el mausoleo de los hermanos Daniele y Francesco Birago estaba originalmente ubicado en el centro de la tribuna, hoy trasladada a una capilla lateral. Daniele Birago, consejero ducal de los Sforza y arzobispo de Mitilene, fue el principal patrocinador de la primera fase de las obras de la basílica.

Vistas del exterior
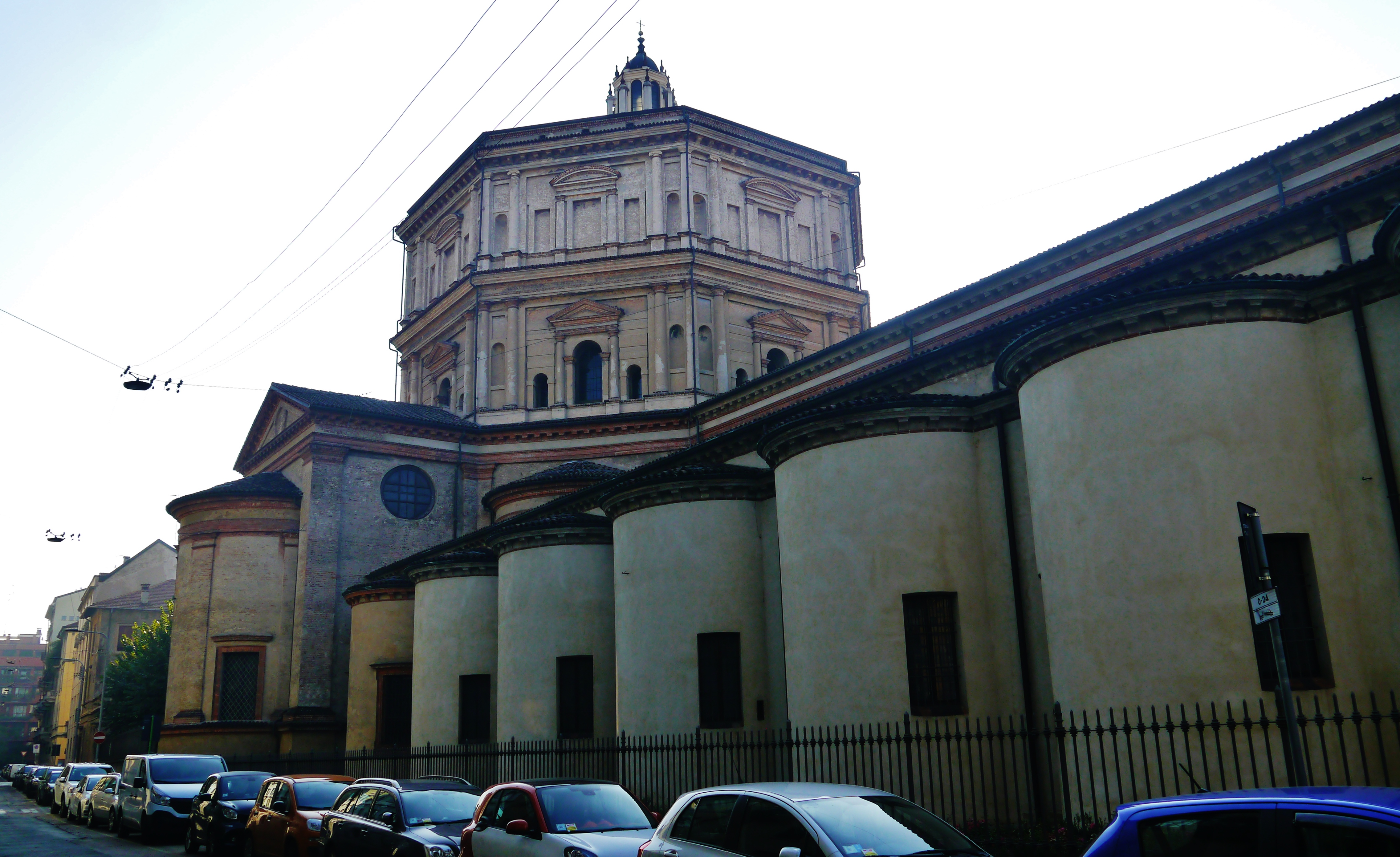
Lateral de la iglesia
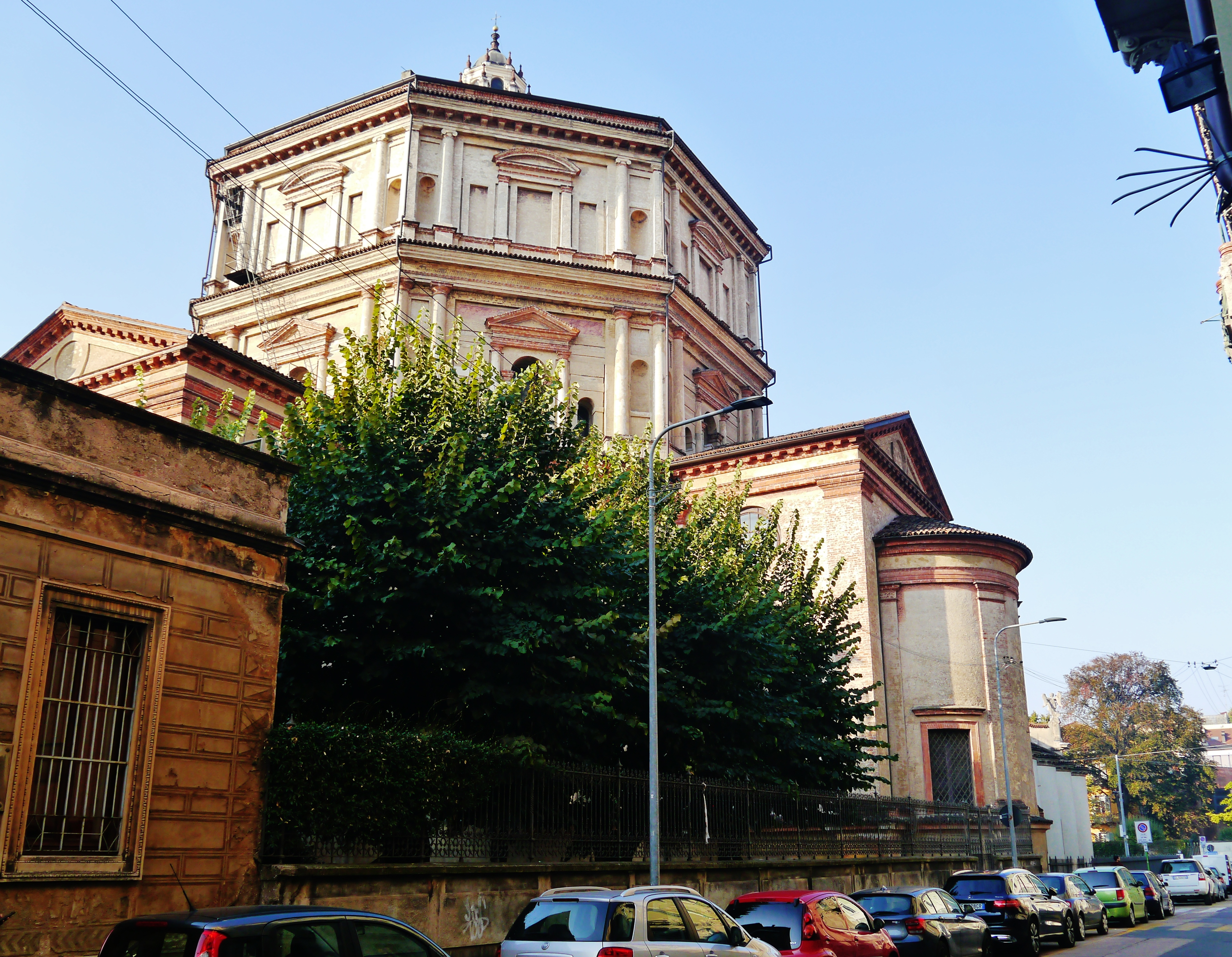
Vista del ábside
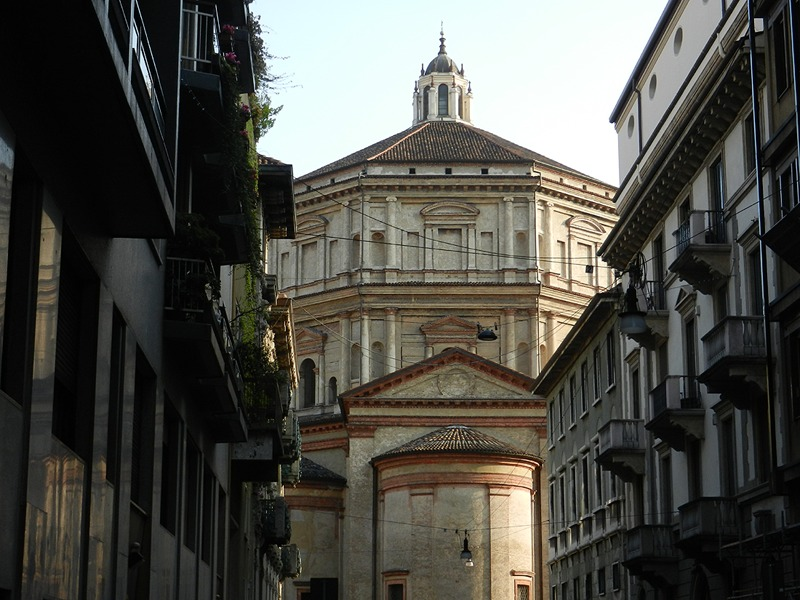
El tiburio
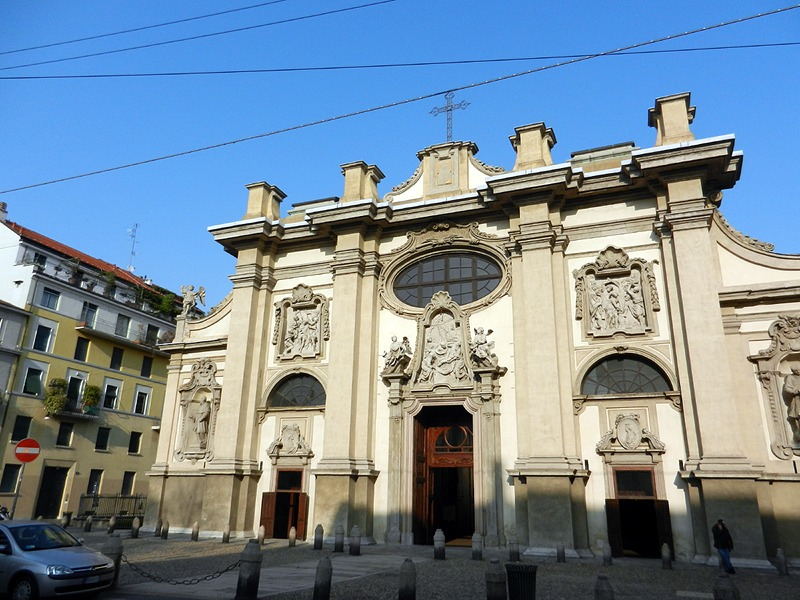
La fachada

### Interior
Las tres naves de la iglesia no estaban previstas en el proyecto original del Battagio, que se articulaba según una planta central. Fueron añadidas en la segunda mitad del siglo XVI por los arquitectos que se sucedieron en la dirección de la obra, los seregnesi Vincenzo Seregni y Martino Bassi,  este último alumno y sucesor del anterior.

#### Nave principal
La bóveda de cañón que cubre la nave está decorada con frescos de Galberio, pintados a finales del siglo XVI con delicados tonos grises y dorados. Sobre las pilastras hay lienzos octogonales atribuidos a Daniele Crespi y a su escuela, que representan santos y personajes ilustres de la Orden de Letrán, un tiempo en el refectorio del convento.

Vistas del interior
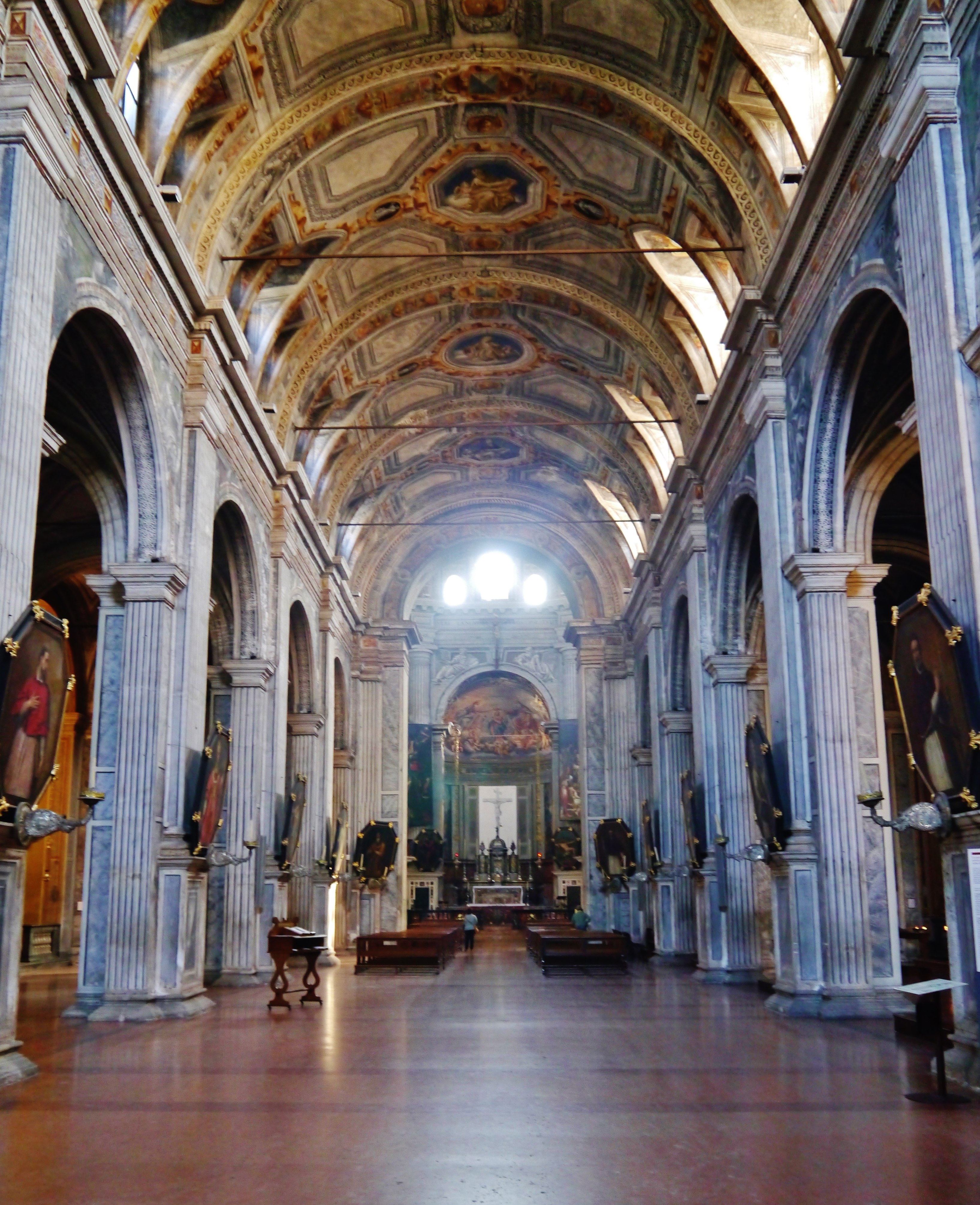
Nave principal
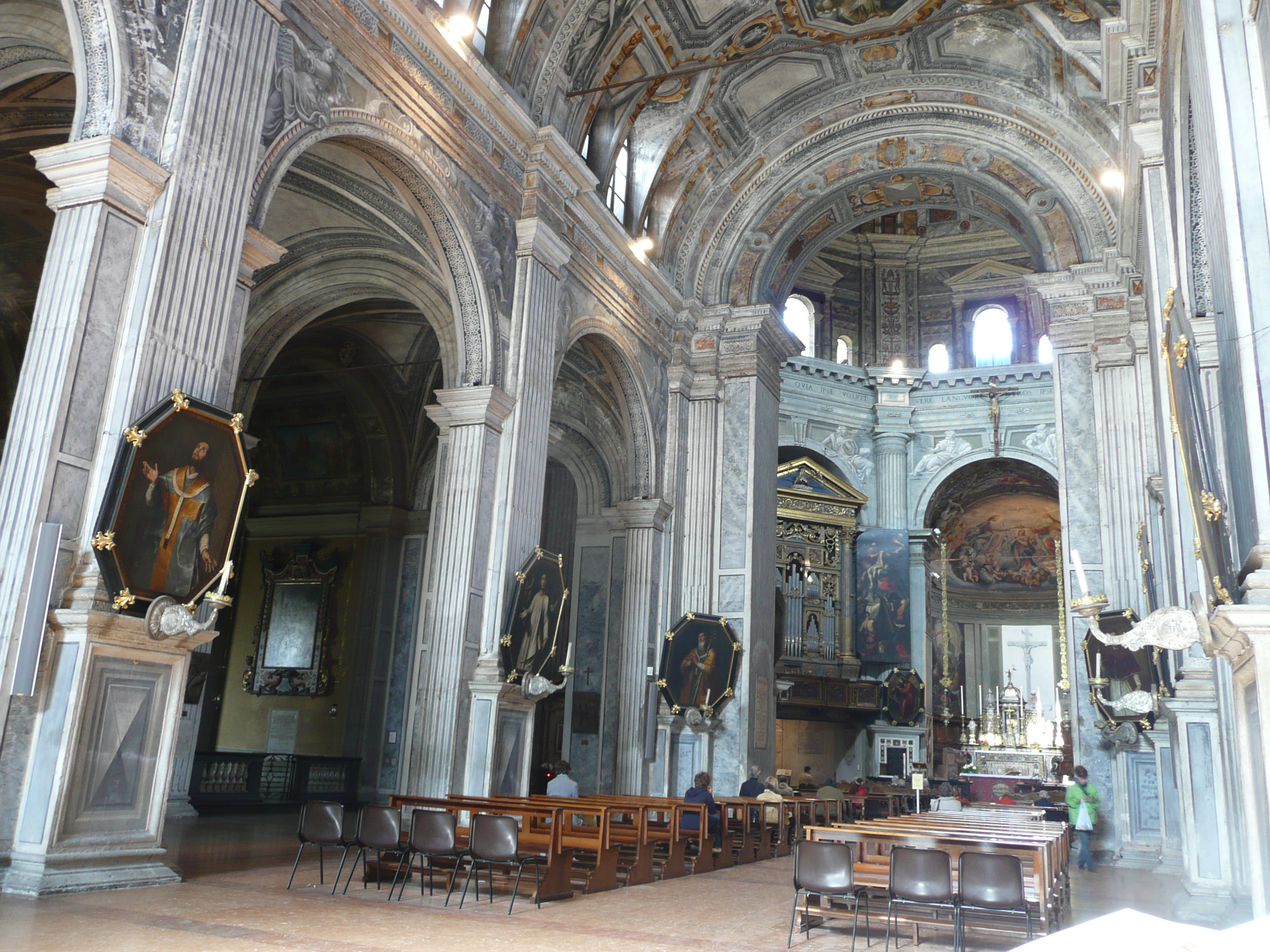
Nave principal
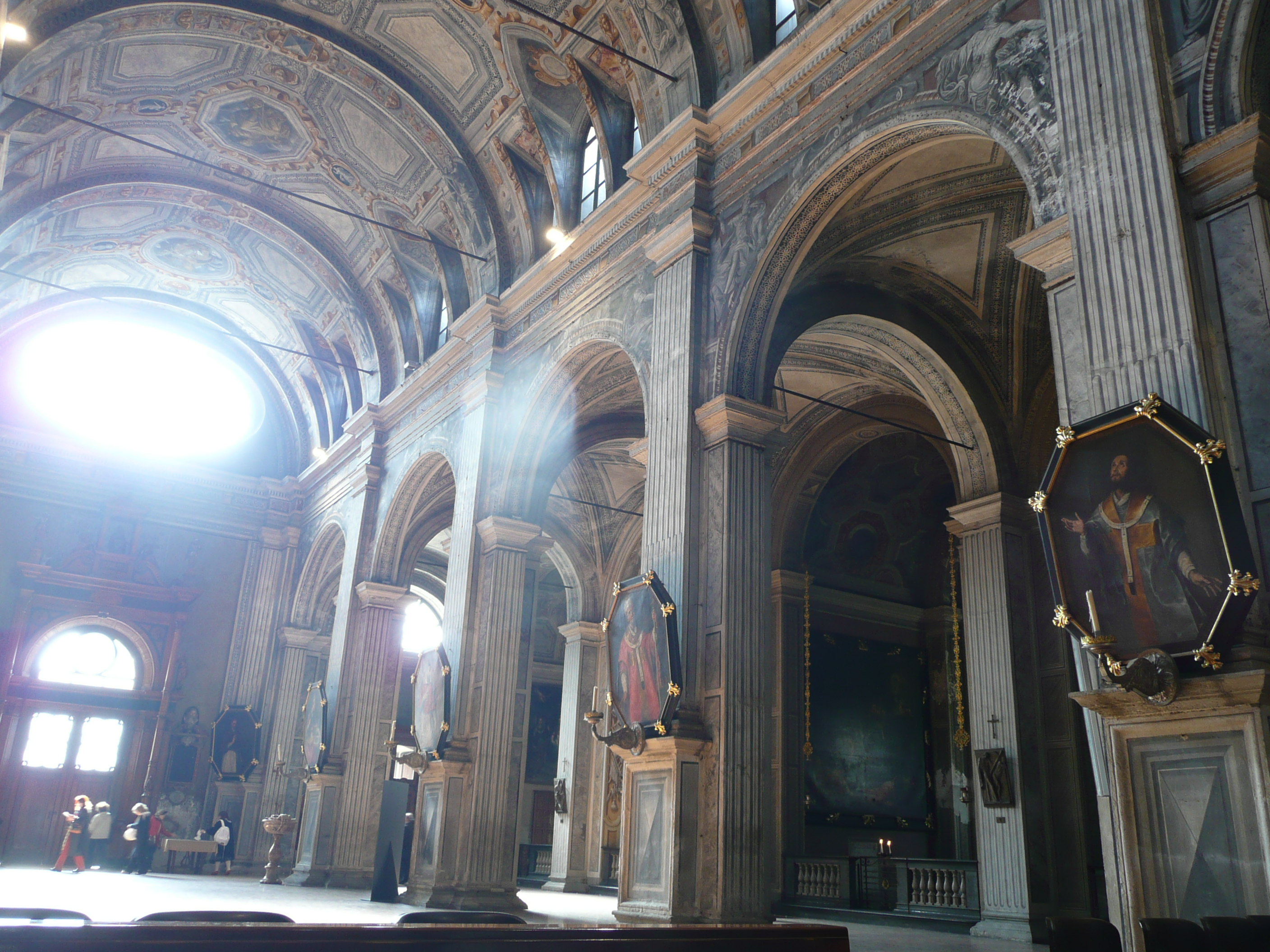
Nave principal y contrafachada
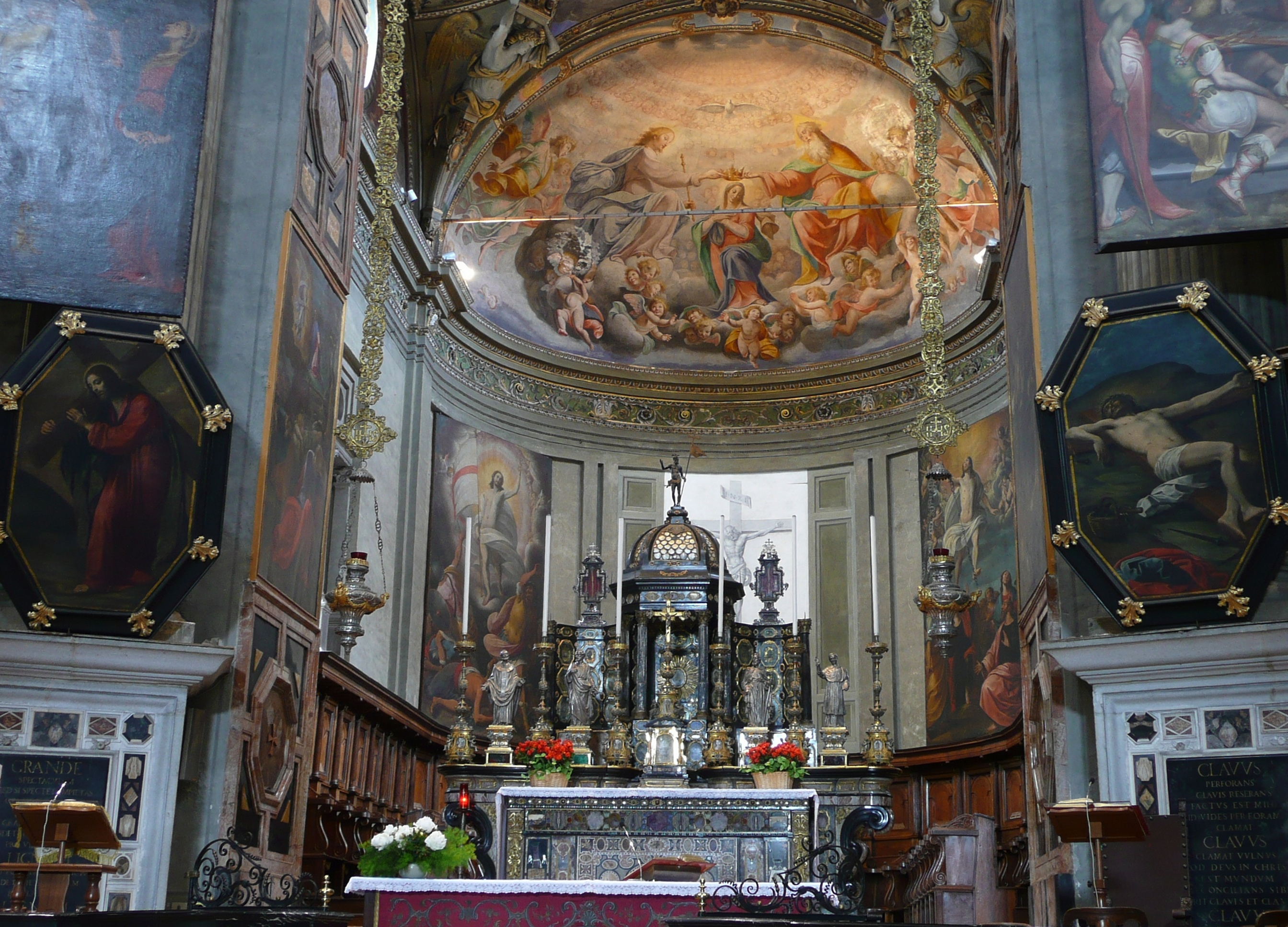
Ábside y altar mayor
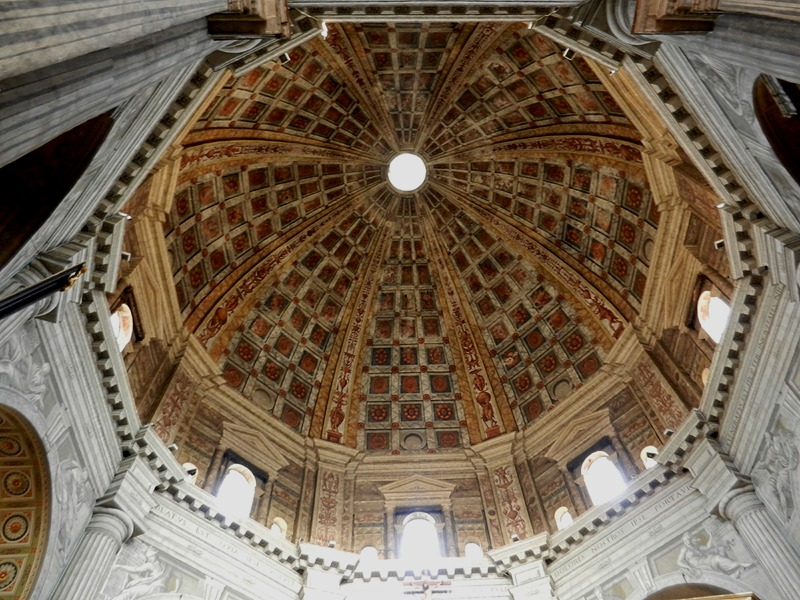
Interior de la cúpula

#### Capillas de la nave derecha

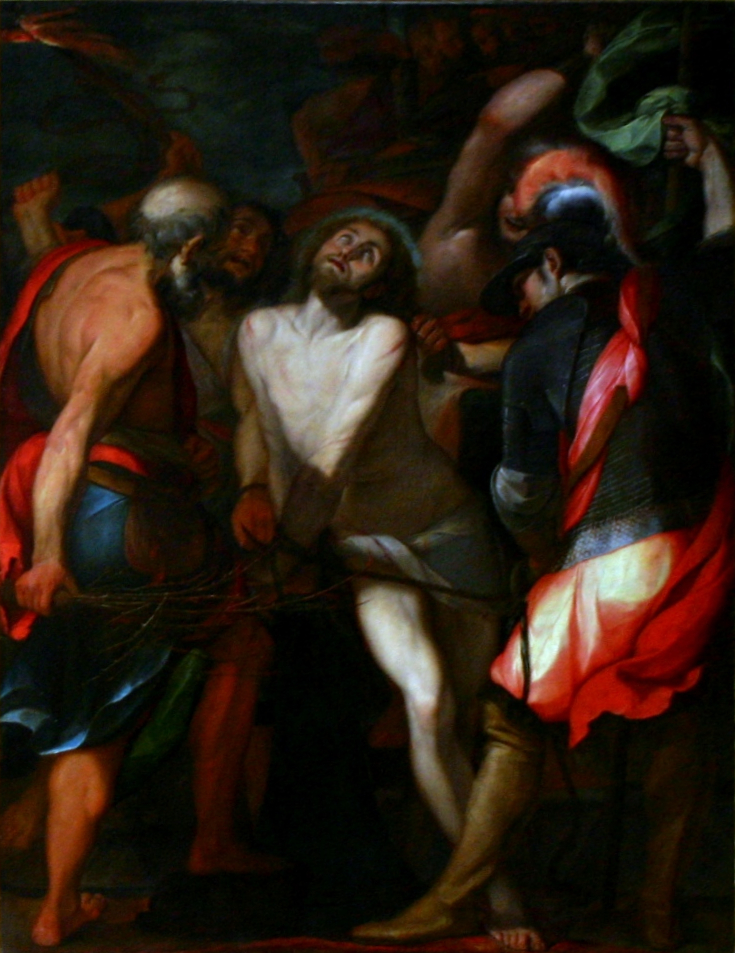
Giulio Cesare Procaccini
Cristo alla colonna

- Primera capilla. Fuga in Egitto y Bottega di Nazareth, lienzos de Tommaso Formenti, siglo XVII.

- Tercera capilla. Flagellazione, tela de Giulio Cesare Procaccini. La tela, colocado sobre el altar mayor de la capilla, procede del desaparecido monasterio de Santa Prassede. Es considerada por la crítica de la primera fase artística de Procaccini, de estilo tardomanierista, con una datación en la primera década del siglo XVII. En particular, la composición, centrada en la torsión de la figura central de Cristo, contrastada con las imponentes figuras de los dos verdugos, es característica del tardomanierismo lombardo del que el pintor, junto a su hermano Camilo, fue uno de los máximos exponentes en ese momento. La fuerte carga dramática y emotiva, y el dinamismo plástico de la escena, por otra parte, son un preludio de los desarrollos barrocos de su arte.[1]

- Quinta capilla. Madonna della Passione, fresco del siglo XV. El fresco sobre el altar mayor procede de la pequeña iglesia demolida a finales del siglo XV para dar paso al edificio actual. La imagen fue restaurada y repintada en los siglos siguientes.

#### Octágono central
Incoronazione di spine, en el exterior de las puertas del órgano a la derecha, Flagellazione ed Ecce Homo,en el interior de las puertas, de Carlo Urbino.
Lavanda dei piedi en el exterior de las puertas del órgano a la izquierda, Crocefissione y Deposizione en el interior de las puertas, obras maestras de  Daniele Crespi.

##### Capilla Taverna

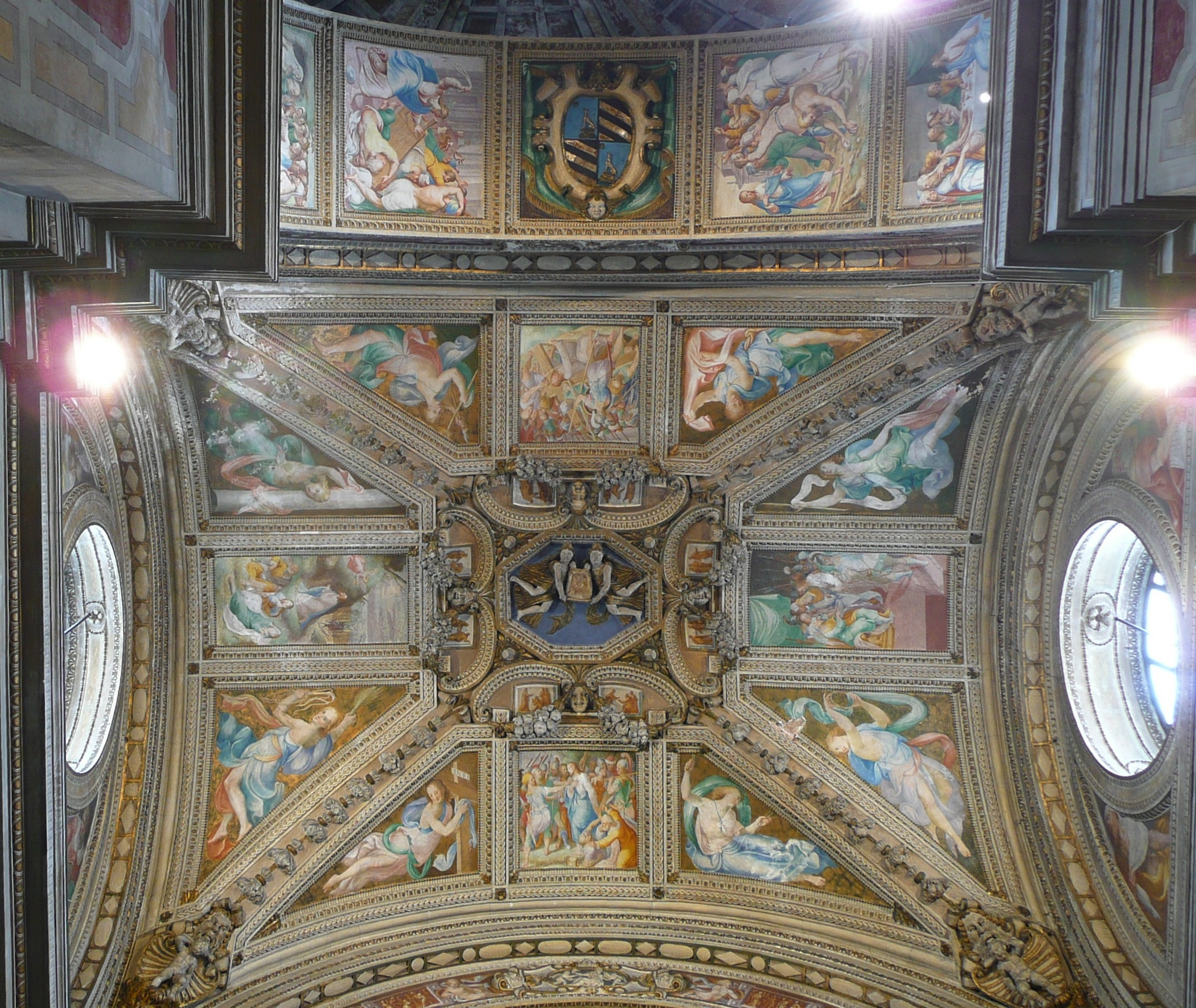
Carlo Urbino, Bóveda del transepto

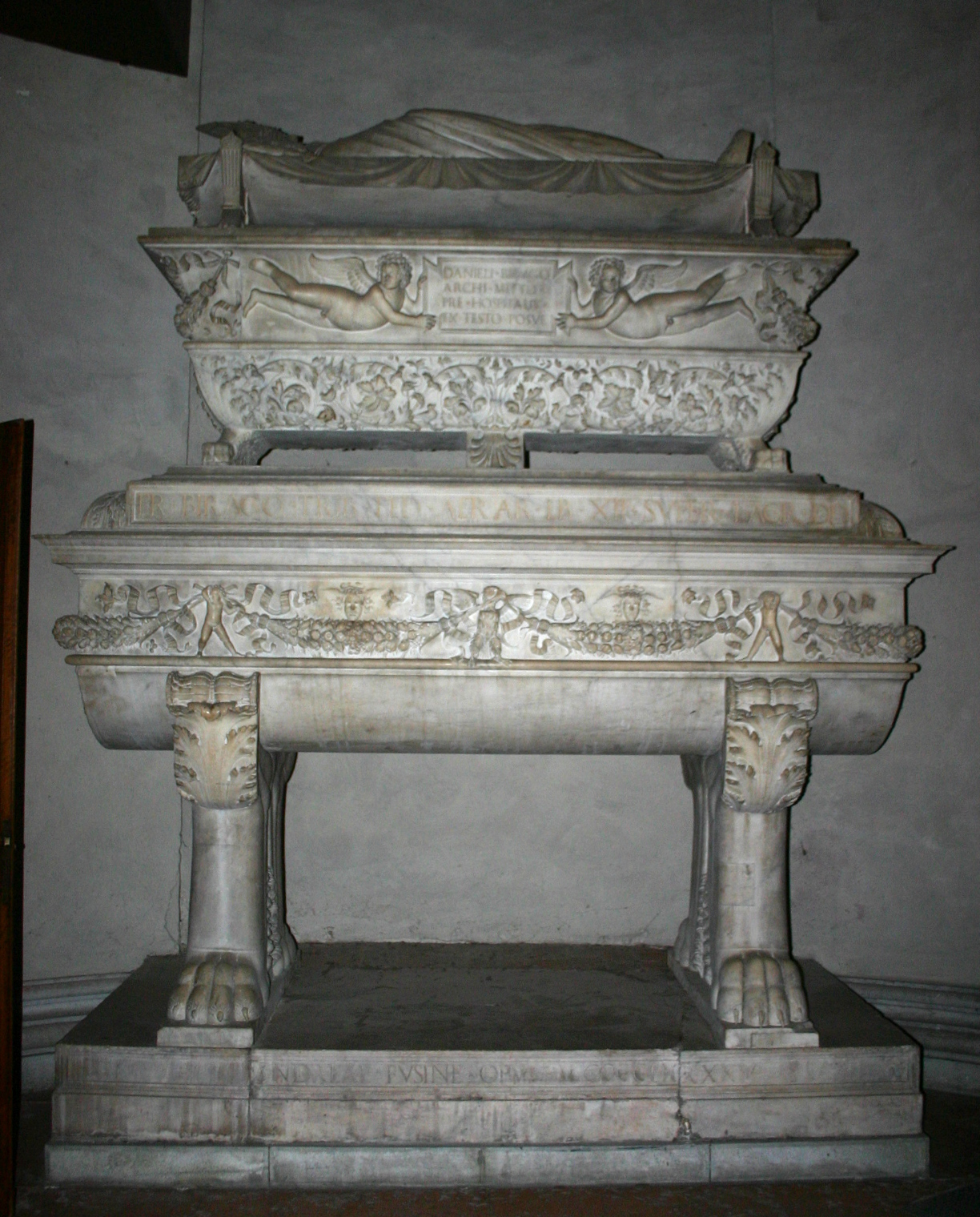
Andrea Fusina, Monumento funerario de Daniele Birago

La decoración de esta capilla, que forma el transepto derecho, fue encargada por el gran vanciller Taverna, que pertenecía a una de las familias destacadas de la aristocracia milanesa. El ciclo pictórico que se desarrolla en el arco de entrada, en la bóveda y en los muros fue encargado en 1560 al pintor cremasco  Carlo Urbino,  autor de los frescos y de las figuras y marcos de estuco que los rodean, con motivos típicamente manieristas. En el centro del arco de entrada se encuentra el escudo nobiliario de los Taverna, que tiene en los dos cuartos un perro de plata ladrando contra una estrella de oro; a su lado, los primeros episodios del ciclo de la Pasión, La resurrezione di Lazzaro, La cacciata dei mercanti dal tempio [La expulsión de los mercaderes del templo], La cacciata da Nazareth e La Maddalena. Luego, en los cuatro recuadros de la bóveda, contorneados por delicadas figuras angelicales, s L'orazione nell'orto, La cattura, Gesù davanti a Pilato e La salita al Calvario. El ciclo termina en el ábside con los episodios La resurrezione e Noli me tangere.
La ancona con  Deposizione, alojada en el altar, procede del altar mayor de la iglesia, de donde fue sacada en el siglo XVII cuando se construyó la actual en mármol policromado. El lienzo se encuentra dentro del marco de madera monumental original del siglo XVI. La predela está decorada con los santos Piero y Paolo, a los lados, historias del descubrimiento de la Vera Cruz, mientras que el compartimento central fue objeto de un robo reciente. Dos columnas con motivos vegetales sostienen el tímpano roto con el cimacio que alberga el Cristo risorto. El lienzo central con el descenso de la cruz se atribuye al poco conocido Bernardino Ferrari, de la cual es la obra más importante que se ha conservado. La pintura fue atribuida durante muchos años a  Bernardino Luini; la ambientación clásica y la delicadeza de la caracterización de las figuras se asemejan a las formas del pintor luinés, mientras que el paisaje de fondo con la ciudad almenada recuerda los fondos misteriosos del Bramantino.
Sobre las cuatro pilastras de la capilla, lienzos con los doctores de la iglesia griega (Gregorio Nacianceno, Juan Crisóstomo, Basilio), de autor desconocido, muestran una calidad claramente inferior a los otros cuatro lienzos de la capilla opuesta que completan la serie.

##### Capilla Falcucci
La capilla contiene, bajo el órgano de la derecha, el monumento funerario de Daniele Birago, consejero ducal en la corte de los Sforza y arzobispo de Mitilene, esculpido por Andrea Fusina de Campione, que en la fecha de su construcción (1495) se encontraba en el centro del Octágono, bajo la cúpula, y luego fue trasladado en cumplimiento de los dictados de la Contrarreforma, contraria a la erección de monumentos funerarios privados en las iglesias.

##### Transepto  izquierdo

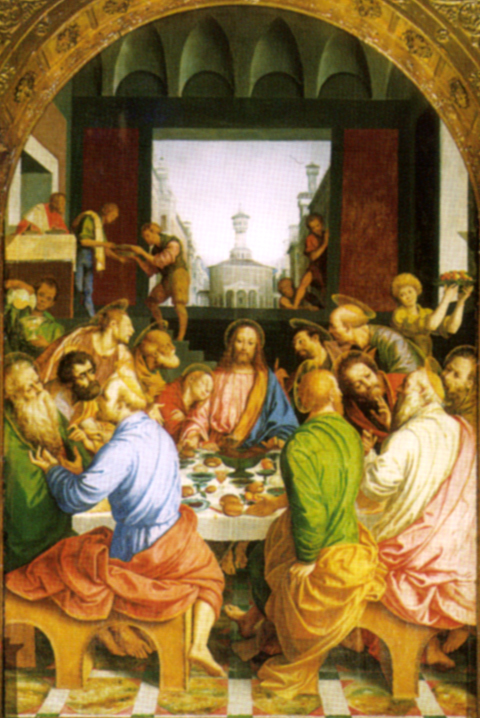
Ultima cena, obra maestra de Gaudenzio Ferrari

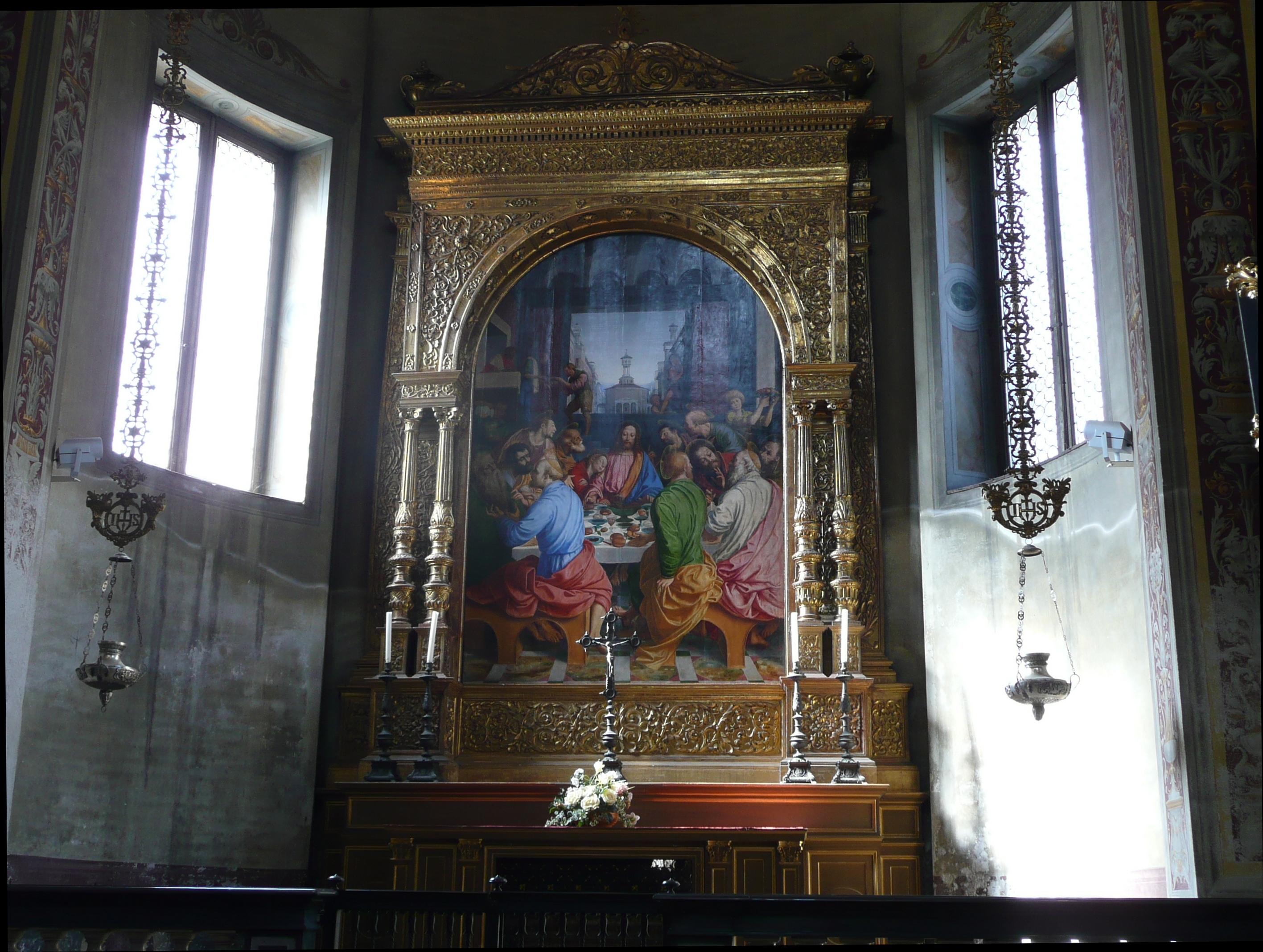
Gaudenzio Ferrari, Ultima cena

El altar mayor alberga la Ultima cena, obra maestra de la madurez de Gaudenzio Ferrari, la obra más famosa que se conserva en la basílica. El cuadro ya fue muy apreciado por sus contemporáneos, quienes elogiaron la majestuosidad de las figuras y el naturalismo de las expresiones, mostrando que soportaba bien la exigente comparación con la Última Cena leonardesca en Santa Maria delle Grazie, de cincuenta años antes. También es la única obra de Gaudenzio mencionada por Vasari en su Vidas, con tonos halagadores:

Hizo [...] para los frailes de la Pasión un cenáculo bellísimo, que por su muerte permaneció imperfecto.
fece [...] a' frati della Passione un cenacolo bellissimo, che per la morte sua rimase imperfetto.
Giorgio Vasari, Le vite de' più eccellenti pittori, scultori e architettori, edición torrentiniana, 1550 y 1568

Se hicieron numerosas copias a lo largo del tiempo; en Milán se conserva en San Nazaro la de Bernardino Lanino. La obra, además de distinguirse por la investigación fisonómica y psicológica de las figuras, en la estela de Da Vinci, también se caracteriza por el curioso trasfondo con el inverosímil edificio de planta central, que recuerda a las obras de Bramantino. El monumental marco dorado es el original, encargado junto con el cuadro por el prior Aurelio da Milano en 1544.
Destacan también, en la misma capilla, las cuatro telas de  Giuseppe Vermiglio con  I quattro dottori della Chiesa, de impronta caravaggesca.

##### Ábside
El ábside alberga el coro con veintinueve asientos taraceados atribuidos a Cristoforo Solari, dos lienzos con la La Resurrezione y L'Ascensione, y L'Incoronazione della Vergine,  fresco en la pila absidal de Panfilo Nuvolone que representa a la Virgen coronada por la trinidad, rodeada de cuatro profetas y cuatro sibilas. Estas últimas representan los temas que constituyen la conclusión del ciclo de la pasión, como la victoria sobre el dolor y la muerte.
El altar fue reconstruido en el siglo XVII, cuando el retablo fue trasladado con la Deposición actual en el transepto derecho. Se trata de una obra barroca, compuesta por un frontal decorado con piedras semipreciosas y mármoles policromados, rematado por un templete decorado con medallones de ónix pintados por Cerano y Giulio Cesare Procaccini.

#### Órganos de tubos
En la cantoria,  a la derecha del presbiterio, se encuentra el órgano de tubos Mascioni opus 1155, construido en 2001 utilizando la caja del instrumento barroco preexistente. El órgano, especialmente diseñado para el repertorio barroco alemán, tiene una transmisión mecánica, con dos teclados y pedalera, con un total de 28 registros.
En la cantoria simétrica, en cambio, se encuentra un órgano  de tubos barroco del siglo XVII, restaurado en 1985 por la compañía Mascioni. El instrumento tiene un sistema de transmisión mecánica, con 14 registros en un solo teclado y pedalera.

#### Capillas de la nave izquierda

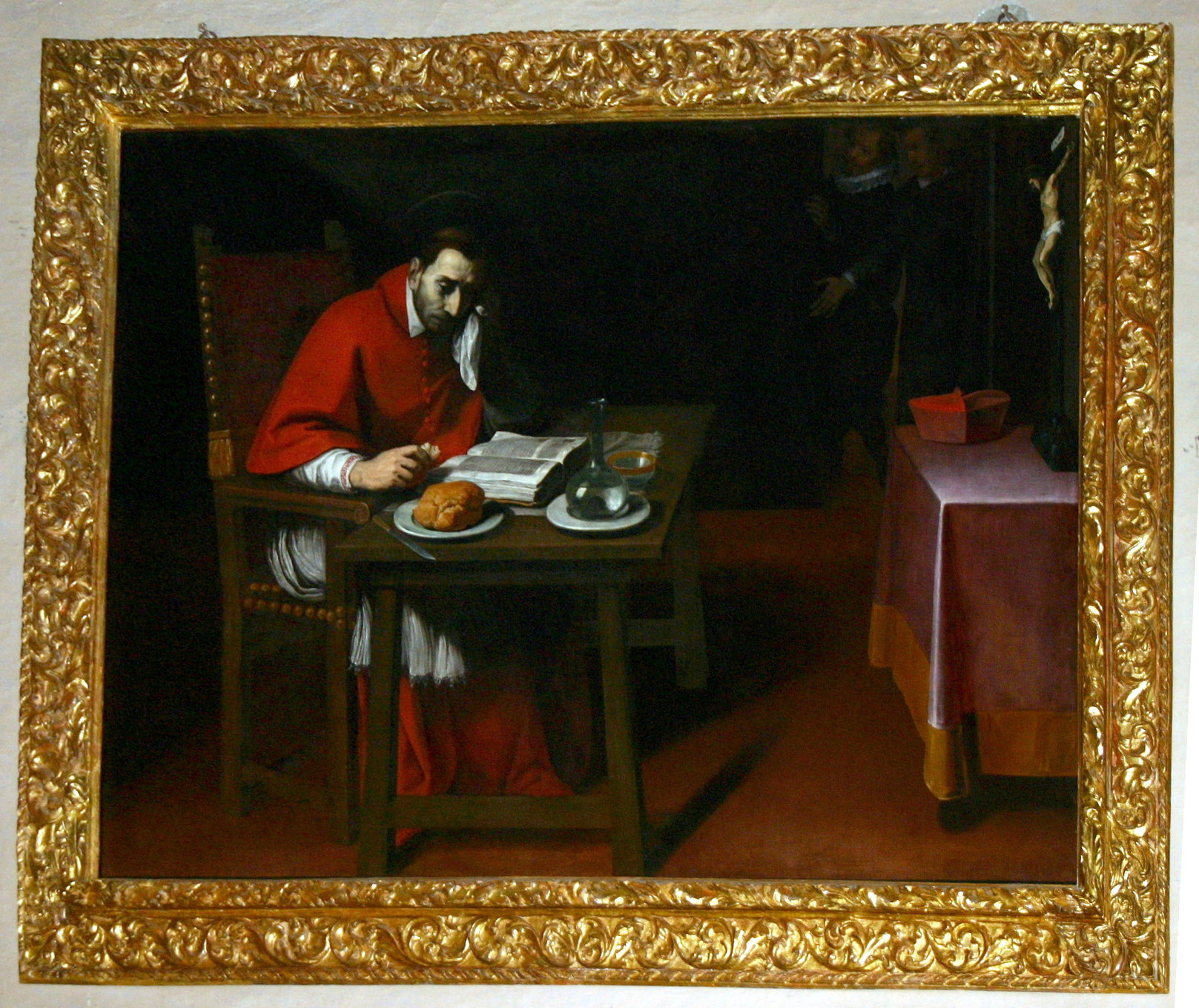
Daniele Crespi, Il digiuno di san Carlo [El ayuno de San Carlos

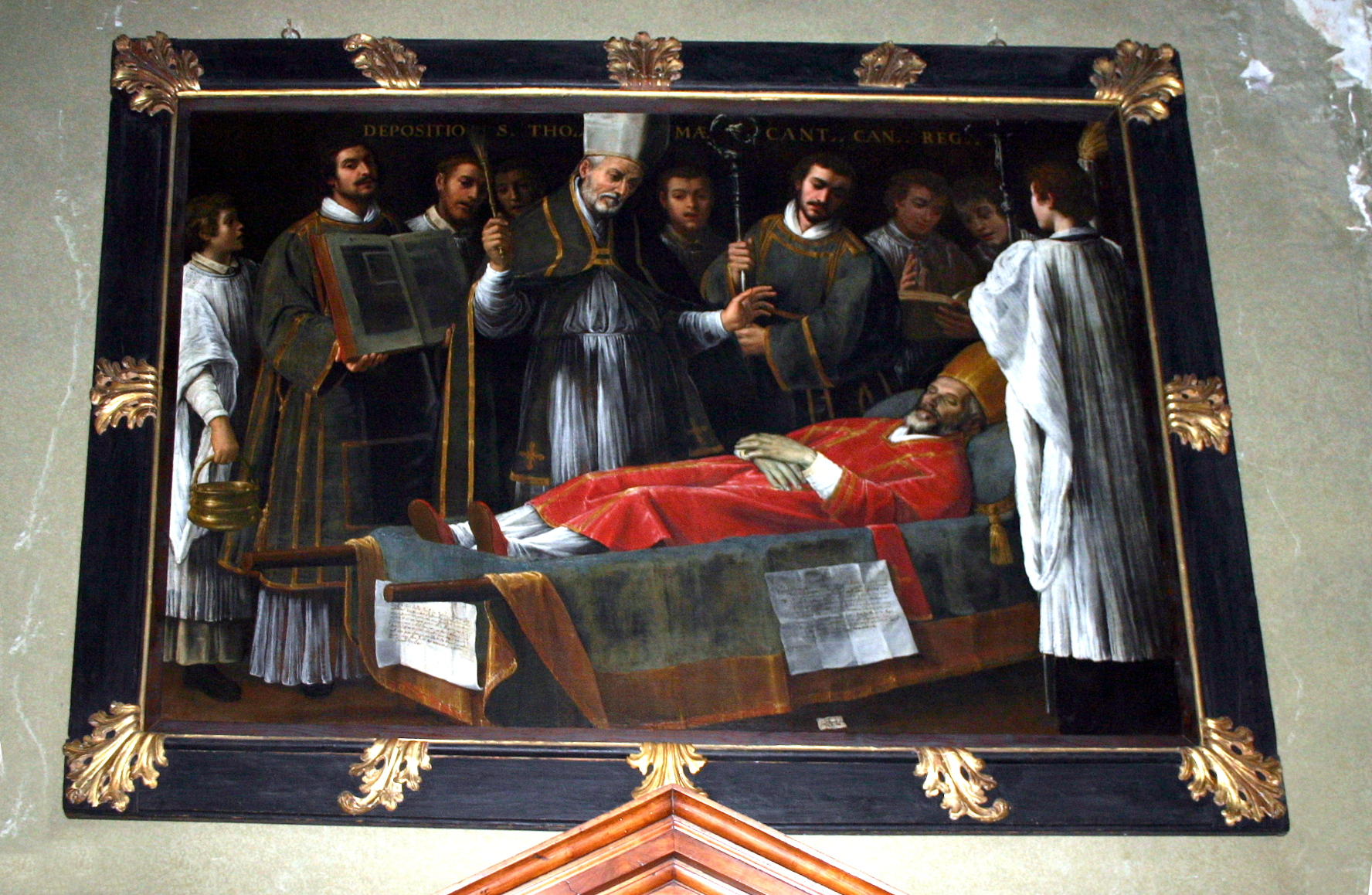
Giuseppe Vermiglio, Deposizione di san Tommaso Becket

- Primera capilla. En la pared derecha, el Digiuno di san Carlo Borromeo,  una obra maestra de Daniele Crespi. El cuadro representa una de las mejores obras de Crespi, y al mismo tiempo una de las representaciones más famosas del santo. El lienzo se caracteriza por una composición sencilla y una fuerte carga emotiva, en plena conformidad con los dictados de la Contrarreforma en el campo de la pintura. De la espesa oscuridad del fondo sólo emerge la figura del santo, la mesa sobre la que sólo están colocados el libro de oraciones y la comida muy frugal, y el altar con el crucifijo. Los elementos están iluminados por una luz violenta, y representados con crudo realismo evidente en la naturaleza muerta de la cena y en las lágrimas que surcan el rostro del obispo, creando una escena con un fuerte contenido ascético. Sobre el altar mayor, hay una Madonna con il Bambino e sante, de Simone Peterzano

- Segunda capilla. Cavalieri duellanti [Duelo de caballeros] entre espacios arquitectónicos, fresco atribuido a Gherardini y Castelli, encargado por la baronesa Brebbia en honor a su hijo Carlo da Vattevil, maestro de campo del rey de España.

- Tercera capilla. San Giovanni Battista de Paolo Camillo Landriani, conocido como Il Duchino, firmado y fechado en 1602.

- Quinta capilla. San Francesco d'Assisi riceve le stimmate [San Francisco de Asís recibe los estigmas], tela atribuido a Camillo Procaccini. Deposizione di san Tommaso Becket, tela di Giuseppe Vermiglio, es una de las mejores obras del artista, natural de Alejandría. La obra, firmada y fechada en 1625, muestra claras influencias caravaggescas en el realismo de los rostros y en los efectos de luz vibrante sobre las túnicas blancas de los clérigos. En cambio, se reconocen influencias de Zurbarán en la monumentalidad de las figuras.

- Sexta capilla. Assunzione della Vergine, tela de Simone Peterzano y Salita al Calvario, de Pietro Bacchi da Bagnara.

### La sala capitular
Una de las obras maestras de la iglesia es la sala capitular, decorada con un ciclo pictórico monumental de Ambrogio Bergognone (ca. 1510-1515) con tablas, frescos (Cristo e gli apostoli alle pareti; Santi e papi appartenenti all'ordine dei canonici lateranensi en los lunetos;  grottesche ycielo stellato  en la bóveda).

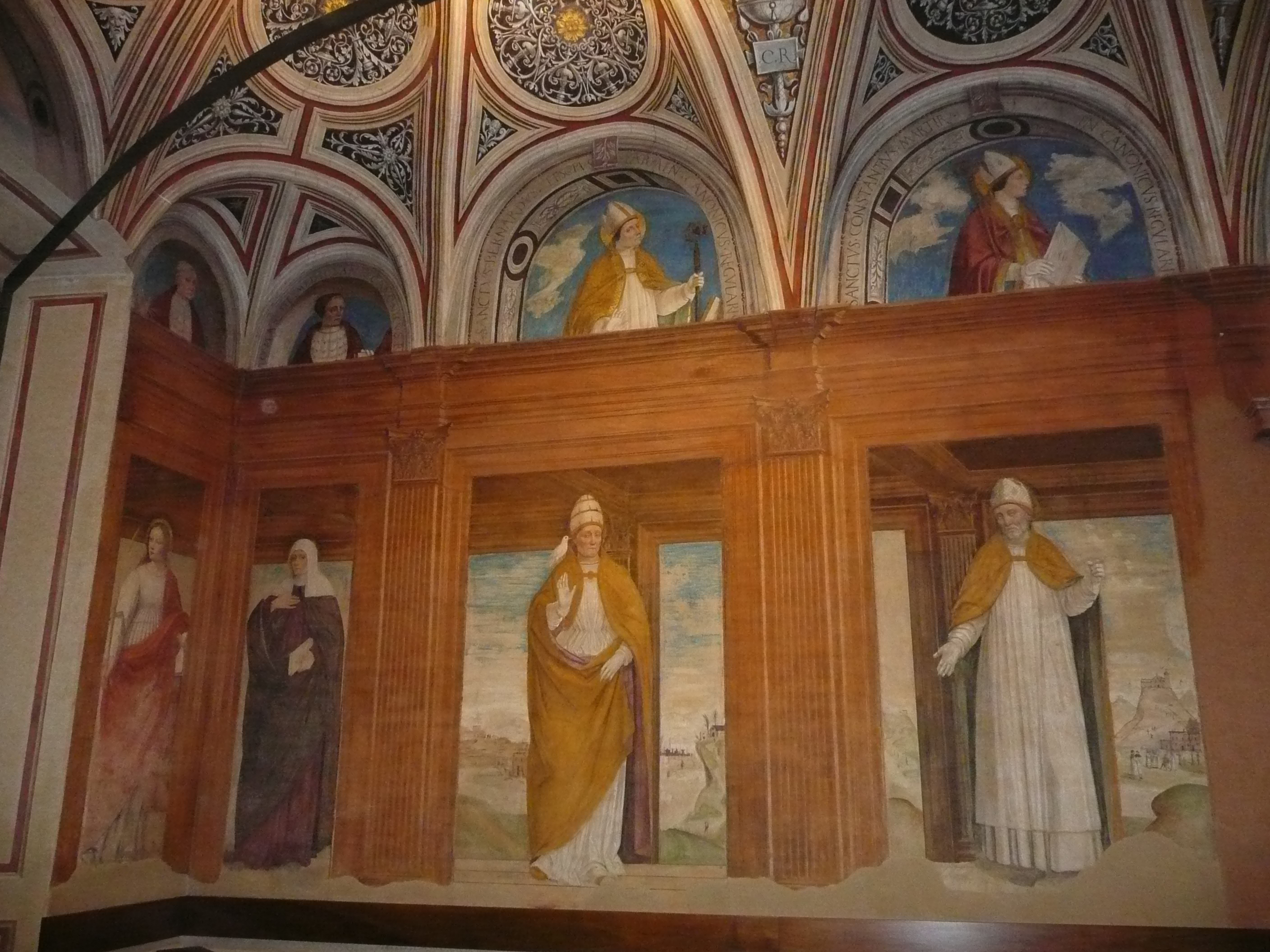
Sala capitular, frescos de Bergognone

En el antiguo refectorio se conservó durante un tiempo el fresco con el Sacrificio di Melchisedec di Giovan Paolo Lomazzo, ahora perdido.

### El convento
El convento, antigua sede de los canónigos de Letrán, ahora está ocupado por las aulas del conservatorio Giuseppe Verdi.

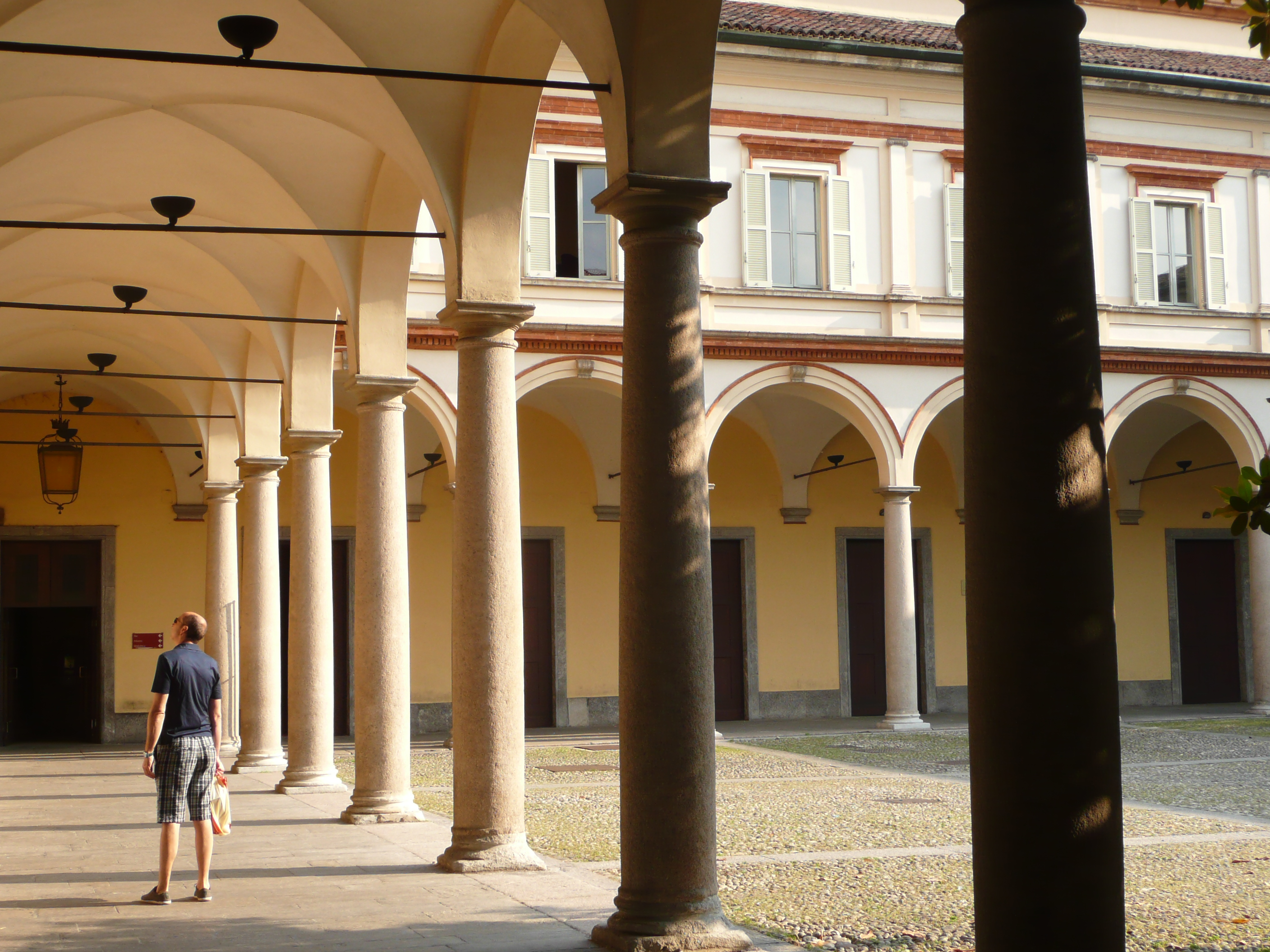
Patio del conservatorio Giuseppe Verdi, antiguo claustro del convento.

### Pinturas
- Antonio Campi:  La Crocifissione
- Daniele Crespi: Digiuno di san Carlo Borromeo [Ayuno de San Carlos Borromeo]
- Daniele Crespi, Carlo Urbino:  Ante d'organo
- Bernardino Ferrari: La Pietà
- Gaudenzio Ferrari:  L'ultima cena
- Ambrogio Figino:  Cristo nell'orto [Cristo en el huerto]
- Simone Peterzano:  L'Annunciazione y L'Assunzione